# Porlezza
Porlezza (Purlezza in dialetto comasco, AFI della pronuncia laghée: [purˈleːsa]; AFI della pronuncia comasca: [purˈlɛtsa]) è un comune italiano di 4 873 abitanti della provincia di Como in Lombardia. Sito sulle sponde del lago di Lugano, Porlezza è una nota meta turistica e vi si trova una delle cinquantasette pievi medioevali dell'antica arcidiocesi di Milano, dedicata a san Vittore. L'antichità della pieve è indicata dalla sua posizione periferica rispetto alla sede episcopale di Milano e dalla dedica ad uno dei santi venerati in quella città.

## Geografia fisica
Il borgo è situato all'estremità nord-orientale del lago di Lugano (Ceresio), alla foce dei torrenti Rezzo e Cuccio. Il paese è circondato dalle Prealpi Luganesi.

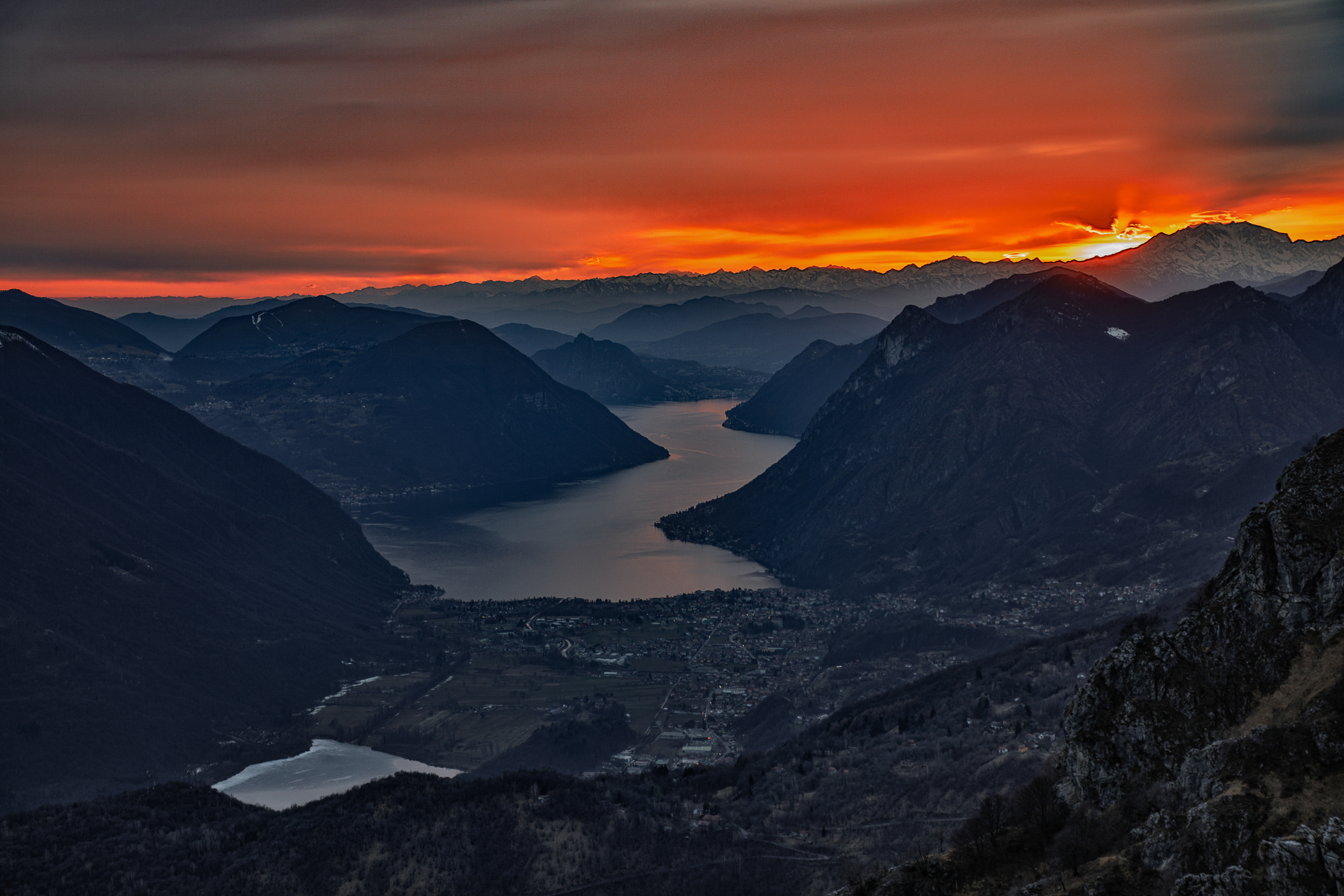
Veduta sulla piana di Porlezza

Nel territorio comunale, che occupa la porzione occidentale della Val Menaggio, si trova anche la foce del canale Lagadone (o Agadone), emissario del lago di Piano.
Il territorio è solcato anche da corsi d'acqua minori, parzialmente tombinati.
Uno di questi è l'Avanzone (già noto come Valsonna), formato dalle acque provenienti dalle alture sopra all'oratorio di San Rocco. A dispetto dell'esigua portata media, nel corso dei secoli l'Avanzone si è più volte rivelato protagonista di alcune alluvioni; tra queste spicca quella avvenuta 14 settembre 1828, quando le acque del torrente invasero tutta l'area dell'antico borgo di Porlezza. Sul finire dell'estate 1911 fu invece il Rezzo a stravolgere la geografia del paese, provocando danni nella zona a lago.
Un altro corso minore è il torrente Abbondio.

## Origini del nome

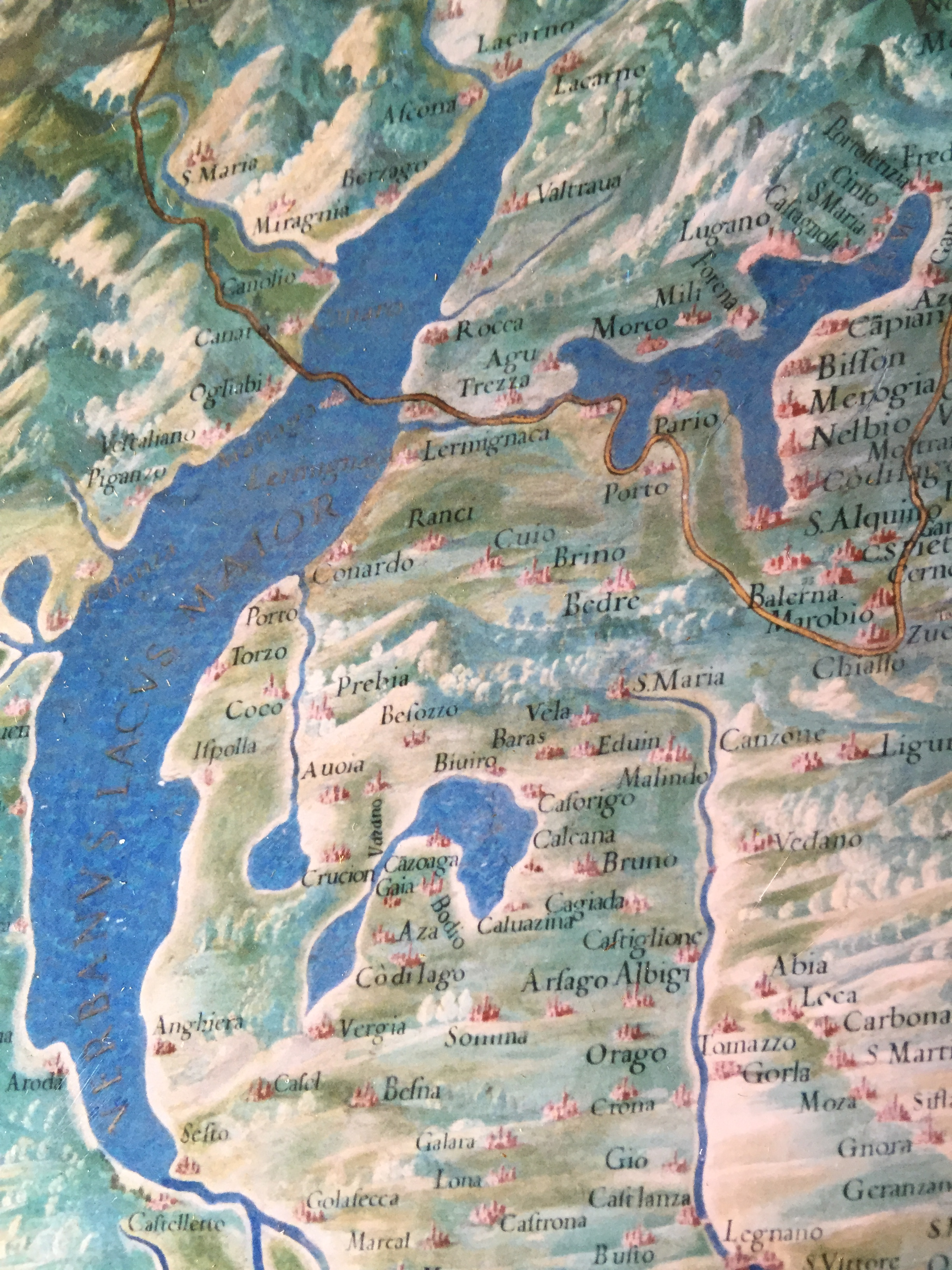
Dettaglio della mappa del Ducato di Milano nella Galleria delle carte geografiche dei Musei Vaticani (Ignazio Danti, 1581); nell'angolo superiore destro si nota il toponimo Porroletizia.

Porlezza, nell'antichità, è indicata con Porletia, spesso Proletia e Prolectia, in diversi scritti anche col nome di Porlexe e Portolexe; si trovano anche i toponimi Portus Laetitiae (che indicava l'antico porto) - talora volgarizzato in Porroletizia ) - e Portum Raetia (riconducibile ai Reti stanziatisi nella zona).

## Storia

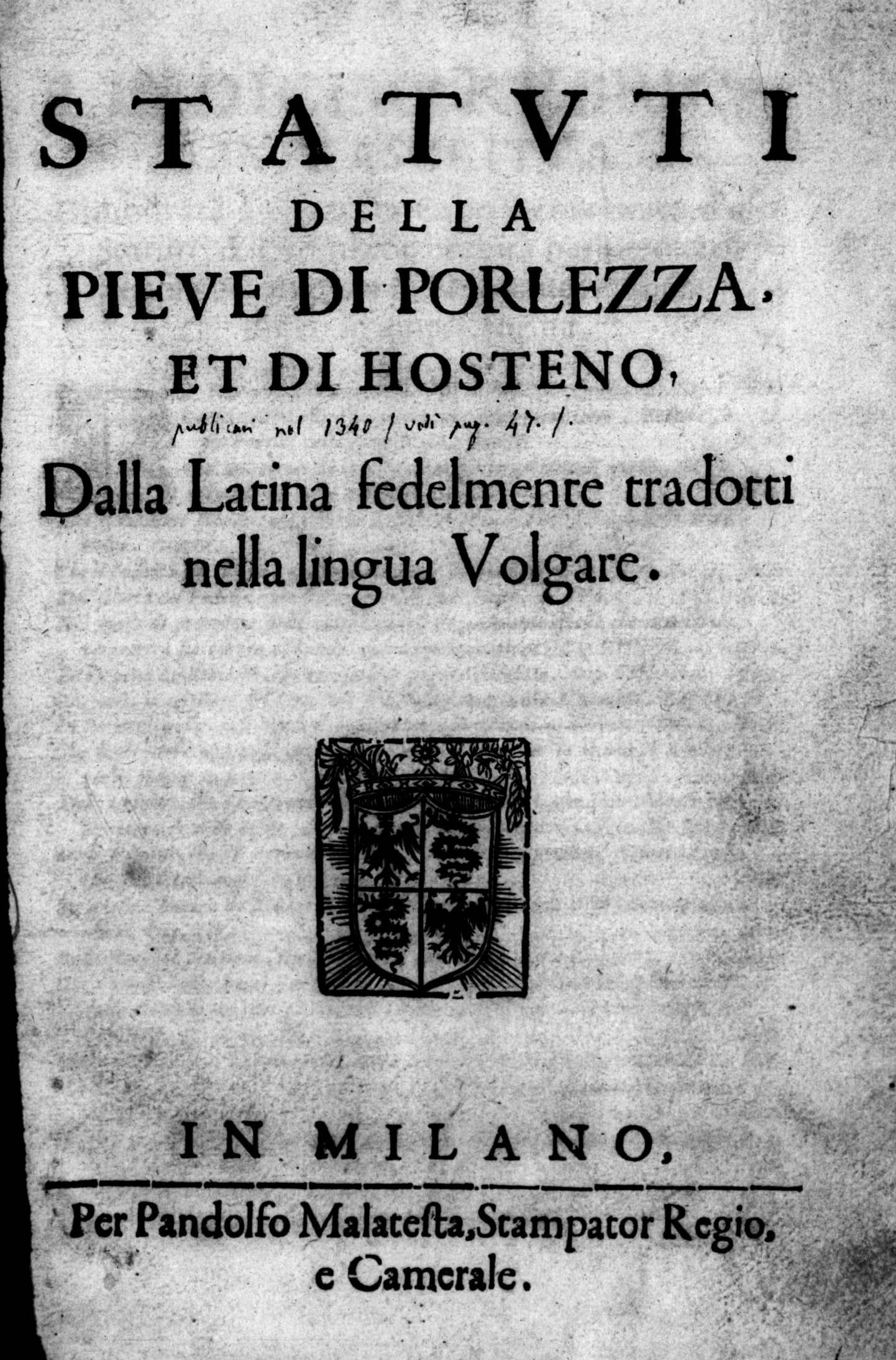
Statuti della Pieve di Porlezza et di Hosteno, 1594

I primi abitanti queste zone furono i Gauni, i quali battezzarono le rive del lago denominandole Gaune sponde.
Stando alla tradizione, Porlezza sarebbe sorta a partire da un insediamento situato nella zona detta Darna, insediamento che nel VI secolo sarebbe stato spazzato via da un'alluvione.
In epoca longobarda, l'intera Valsolda venne inserita nel Contado del Seprio, diventando una corte regia controllata da un gastaldo. Furono gli stessi longobardi a dotare Porlezza di castelli e altre strutture difensive (oggi non più esistenti): una prima fortificazione era una cinta muraria che si estendeva lungo il torrente Avanzone, tra il lago e Roano, dove si trovava un primo castello (zona dell'incrocio tra le attuali vie Garibaldi e Matteotti); un altro castello era situato a San Michele di Cima; un terzo castello si sarebbe invece trovato a Tavordo (probabilmente dove si trovava l'ex-collegio Sant'Ambrogio).
Nell'anno 951, Berengario II e Adalberto II d'Ivrea donarono la corte di Porlezza al monastero del Senatore di Pavia, che si trovava sotto la protezione della Santa Sede. Questa donazione, unitamente ai relativi privilegi, vennero confermati sia dall'imperatore Enrico II il Santo (nel maggio 1024), sia da papa Alessandro II (nel 1061).
Nell'XI secolo il territorio di Porlezza, divenuto nel mentre un feudo dei marchesi Corradidi di Lecco, Attonidi, passò sotto il controllo dell'arcivescovo di Milano, il quale pose il paese a capo di una pieve. Durante la guerra decennale tra Milano e Como (1117-1127), Porlezza fu una piazzaforte milanese e, dopo la sconfitta della città lariana, rimase parte del contado di Milano (sorte che, dal XIII secolo, ebbero anche il Varesotto ed il Lecchese) e a capo della pieve di Porlezza.
Tale compartimentazione amministrativa sopravvisse per secoli, fino alle riforme illuministe dell'imperatore Giuseppe II.
Nel mentre, il 29 luglio 1148, una bolla pontificia di papa Eugenio III sancì il passaggio della proprietà della corte di Porlezza dal monastero del Senatore al monastero maggiore di Milano. Il 28 dicembre 1210, la stessa proprietà (con relativi diritti) vennero acquistati da un tal Alberto de Domo di Varenna.
Nel 1240, Federico II di Svevia sancì il passaggio della giurisdizione su Porlezza dall'arcidiocesi di Milano alla diocesi di Como, tramite un decreto che tuttavia non trovò mai attuazione.
Nel 1442, le truppe di Franceschino Rusca, partite da Locarno con l'obiettivo di conquistare Como, occuparono Porlezza.
Nel 1470 Porlezza e la sua pieve furono infeudate ad Ambrogino di Longagnana (o da Logagna) per concessione di Galeazzo Maria Sforza. Di fatto, si trattò di un'infeudazione di tipo formale, in quanto essere nominati titolari del feudo di Porlezza comportava ben poco oltre al titolo in sé e al mandato di elezione del podestà; la ragione risiedeva nel fatto che, quando nel 1446 i Rusconi avevano ottenuto il feudo porlezzese assieme a relativi diritti censuari e daziari, tali diritti erano stati immediatamente acquistati dalla pieve di Porlezza. Dopo esser passato a Ugo Sanseverino nel 1486, il titolo del feudo finì dapprima nelle mani dei Lampugnani (1497), poi in quelle dei Trivulzio (per iniziativa degli abitanti porlezzesi) e infine, nel 1552, in quelle della famiglia D'Este, titolare fino al 1752, anno in cui l'ultimo erede maschio morì e il feudo ritornò tra le disponibilità demaniali del Ducato di Milano.
Nel 1516, nell'ambito di dispute territoriali che vedevano il Ducato di Milano contrapposto alle Tre leghe grigionesi, Porlezza e tutta la Val Menaggio furono oggetto di razzia da parte dei soldati partiti dalla Valtellina e guidati Francesco Morone.
Dal 1528 al 1532 il territorio porlezzese fu occupato e controllato da Gian Giacomo Medici, che prima di fuggire demolì le fortificazioni di Porlezza e della Valsolda.
Nel 1751 il territorio comunale di Porlezza si estendeva ai cassinaggi di Molini, “Cassina Ravignasca”, “Prato Livrano”, Unsagnia, Lugino e Begna.
Nel 1786 il comune del Ceresio fu incluso nella provincia di Como. Leopoldo II, fratello del già citato imperatore Giuseppe, annullò l'atto di trasferimento nel 1791, ma i rivoluzionari giacobini della Repubblica Cisalpina lo riproposero nel 1798, per poi revocarlo nuovamente l'anno dopo.
Nel 1798, durante una campagna di riconquista da parte degli austro-ungarici, l'esercito austriaco accampatosi a Porlezza e Campione d'Italia tentò senza successo di riconquistare Lugano via lago; l'anno successivo, un nuovo attacco alla città ticinese finì con la fuga dei quattromila austriaci e con una razzia di Porlezza da parte dei soldati del duca di Rohan.
Il 13 maggio 1801, il governo napoleonico deliberò la definitiva annessione di Porlezza alla provincia di Como. Dal punto di vista religioso, tuttavia, Porlezza rimase - e così è tuttora - sotto la Diocesi di Milano.
Il Congresso di Vienna sancì nel 1814 la nascita del Regno Lombardo-Veneto, concepito dal Metternich; Porlezza venne designata come capoluogo del distretto VI della provincia di Como, istituita l'anno successivo.
Tra il 1854 e il 1855, Porlezza fu colpita da un'ondata di colera che causò 18 vittime, il triplo di quelle che la stessa malattia provocò nel 1836.
Nel 1859, in seguito alla seconda guerra d'indipendenza, la Pace di Zurigo dispose l'annessione della Lombardia (esclusa Mantova e gran parte della sua provincia) al Regno di Sardegna.
Nel 1928, allorché il regime fascista decise di sopprimere numerose entità comunali, furono annesse le due frazioni di Cima e Tavordo. Quest'ultima costituiva un antico comune del Milanese e, dal 1801, del Comasco, (lo stesso accadde alla stessa Porlezza); nel 1807 il comune di Tavordo fu una prima volta unito a Porlezza a seguito di un regio decreto napoleonico e, in seguito, venne ripristinato dal ritorno degli Austriaci. Cima venne invece slegata dall'appena soppresso comune di Cressogno, il quale confluì nel neonato comune della Valsolda, istituito con la volontà di restaurare l'antica unità della valle omonima.
Il 1º dicembre 2013 un referendum consultivo sulla fusione tra i comuni di Porlezza, Valsolda, Claino con Osteno, Corrido e Val Rezzo ha ottenuto un esito negativo.

### Simboli
Stemma
È stato riconosciuto con decreto del capo del governo del 12 marzo 1933.
Lo stemma è antico ed è riportato a pagina 330 dello Stemmario di Marco Cremosano del XVII secolo. Gli smalti verde e oro sono ripresi dal blasone della famiglia Trivulzio, feudatari del paese (palato d'oro e di verde).
Gonfalone
Il gonfalone è stato concesso con DPR del 10 luglio 2000.
Quello precedentemente in uso non aveva ottenuto il riconoscimento ufficiale poiché l'istruttoria della pratica per la sua concessione, iniziata nel 1933, non era stata completata.

## Monumenti e luoghi d'interesse

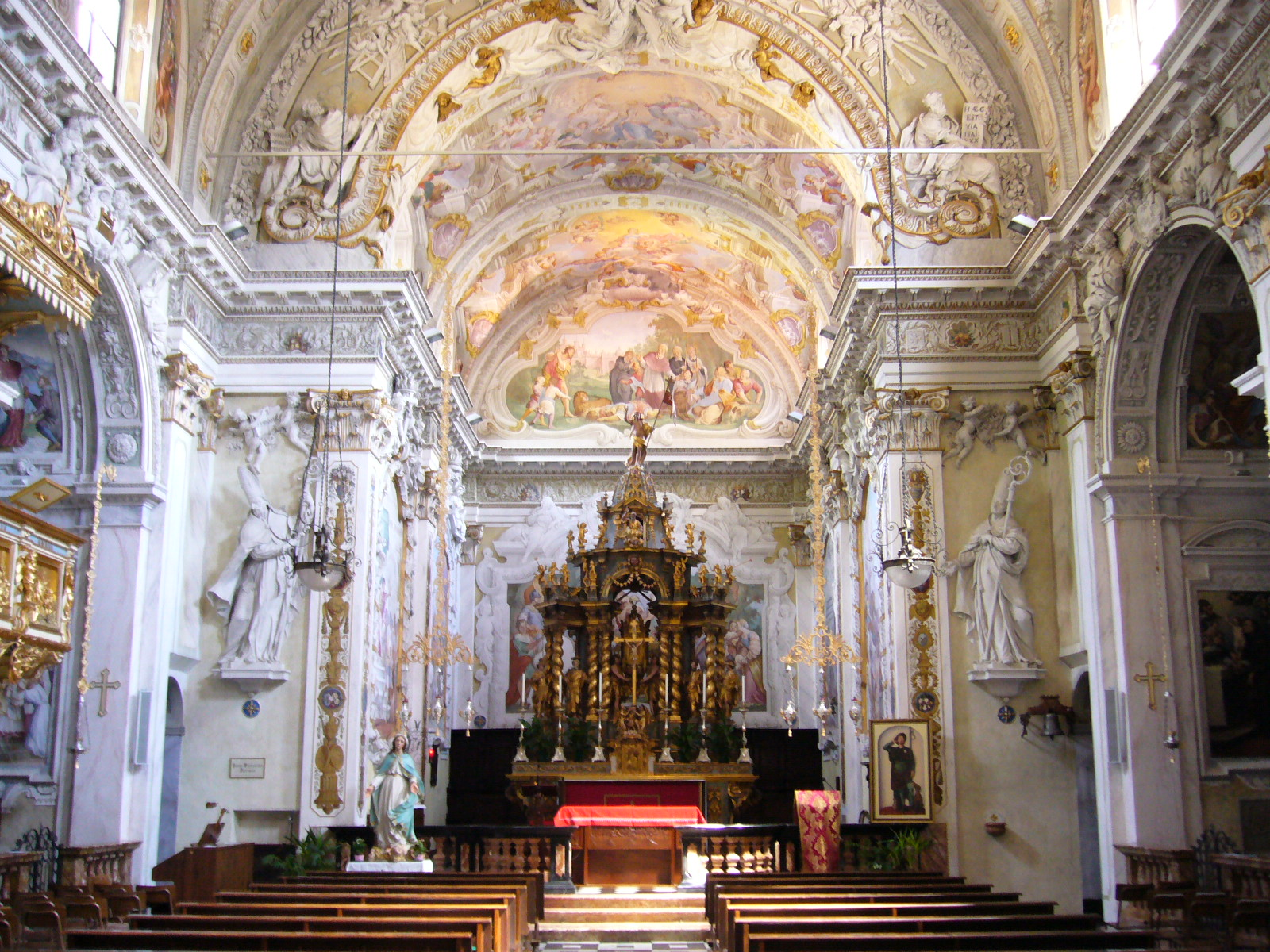
Interno della Chiesa di San Vittore

### Architetture religiose
- Chiesa prepositurale di San Vittore[46]: all'interno, nel presbiterio presenta affreschi di Giulio Quaglio di Laino con Episodi della vita del santo e un altare barocco, stucchi del Settecento, arredi, dipinti e sculture lignee. Il campanile possiede un concerto di cinque campane in tonalità di Si2[47] fuse nel 1938 dalla Fonderia Carlo Ottolina di Seregno.
- Oratorio di San Giovanni Battista, appartenente al complesso della prepositurale. Nonostante le origini dell'oratorio risalgono al XIV secolo,[48] l'attuale edificio venne costruito nel 1682[49]. Internamente, ospita un altare marmoreo la cui pala raffigura una Madonna col Bambino e il santo titolare dello stesso oratorio.[49]

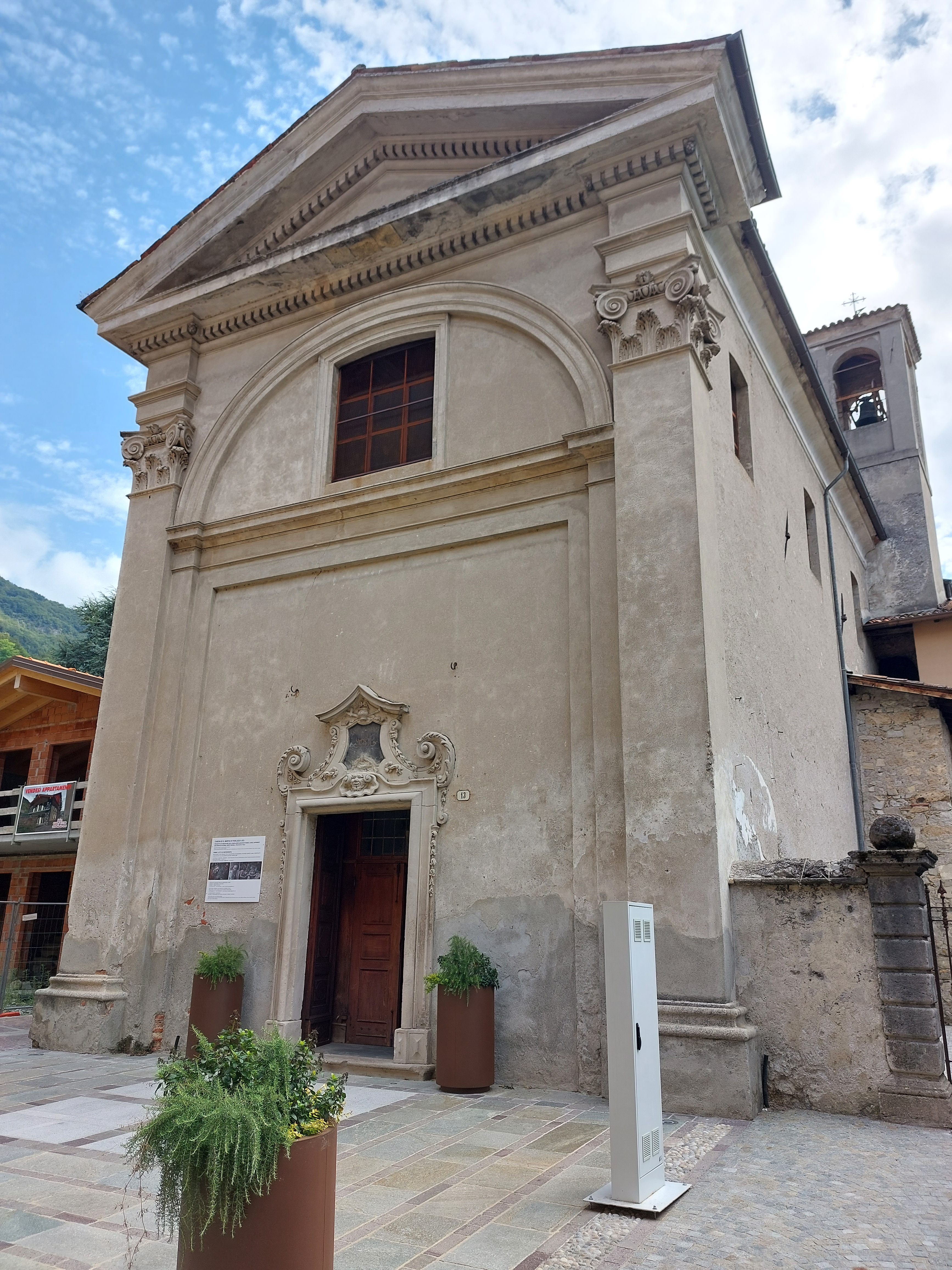
Chiesa di Santa Marta

- Chiesa di Santa Marta,[50] in stile neoclassico, posta all'incirca dietro alla chiesa San Vittore.

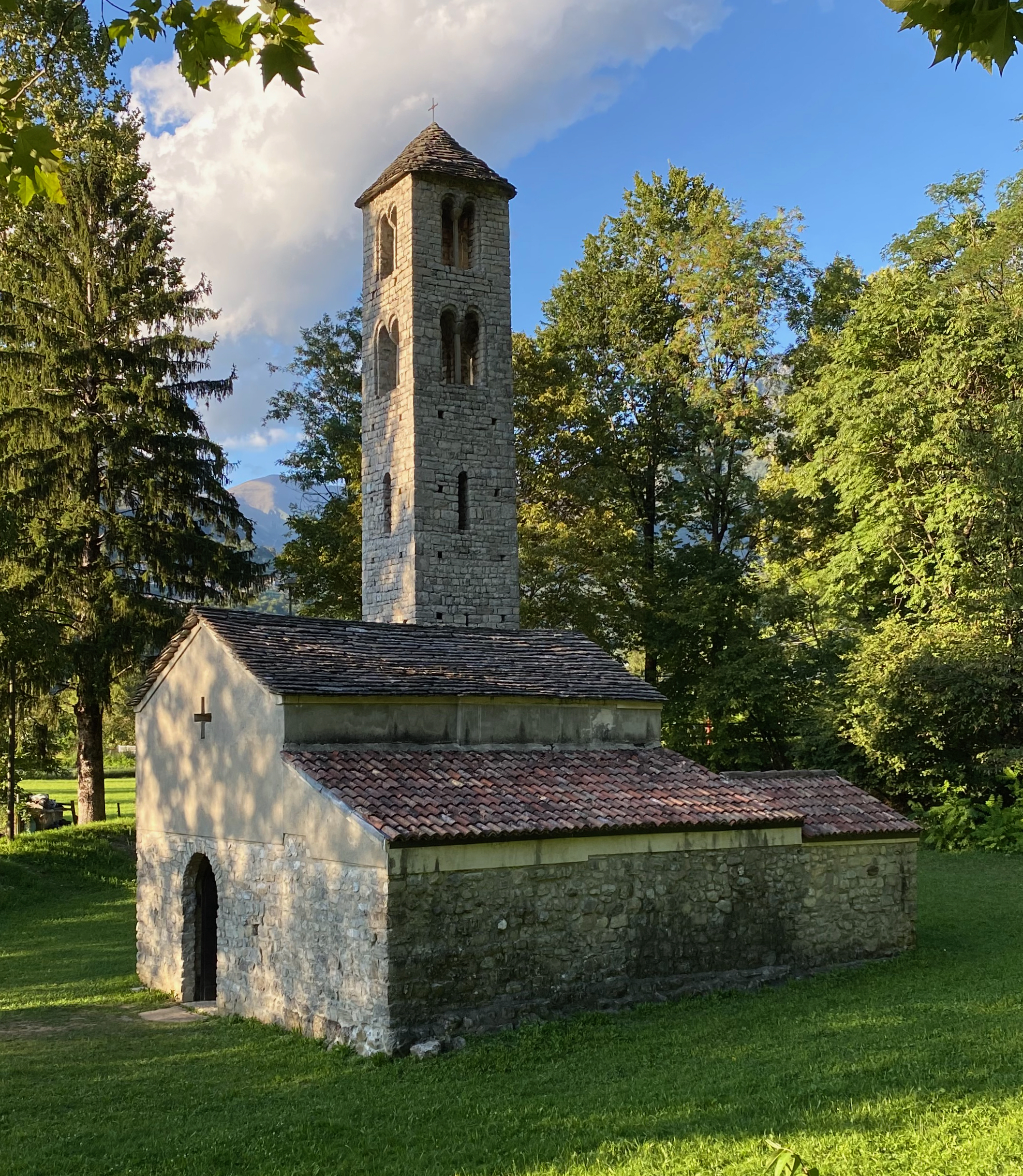
Chiesa di San Maurizio

- Chiesa della Beata Vergine dei Miracoli,[51] nota anche come chiesa della Beata Vergine al Rezzo[35] o come chiesa della Visitazione[52], costruita nel 1686,[51] nei pressi del luogo dove venne costruito il cimitero di Porlezza. Utilizzata come lazzaretto,[13] internamente è ornata da dipinti di Giulio Quaglio e Pietro Antonio Pozzi (XVIII secolo)[52].
- Oratorio di San Rocco, costruito a ridosso[53] di una parete rocciosa del Monte Palo[38] tra il 1854 e il 1857, a seguito di una devastante epidemia di colera.[38] Ogni anno il 16 agosto, giorno della memoria di San Rocco, si suona la campana della chiesetta.
- Chiesa di San Maurizio martire[54], esempio di architettura romanica comacina dei secoli XI e XII[55],[56] ricostruita e riconsacrata alle vittime della montagna[31] dopo che – fino al 1966[31] – risultava sepolta dalle macerie di una frana che, distaccatasi dal monte Galbiga[57], aveva risparmiato il campanile.

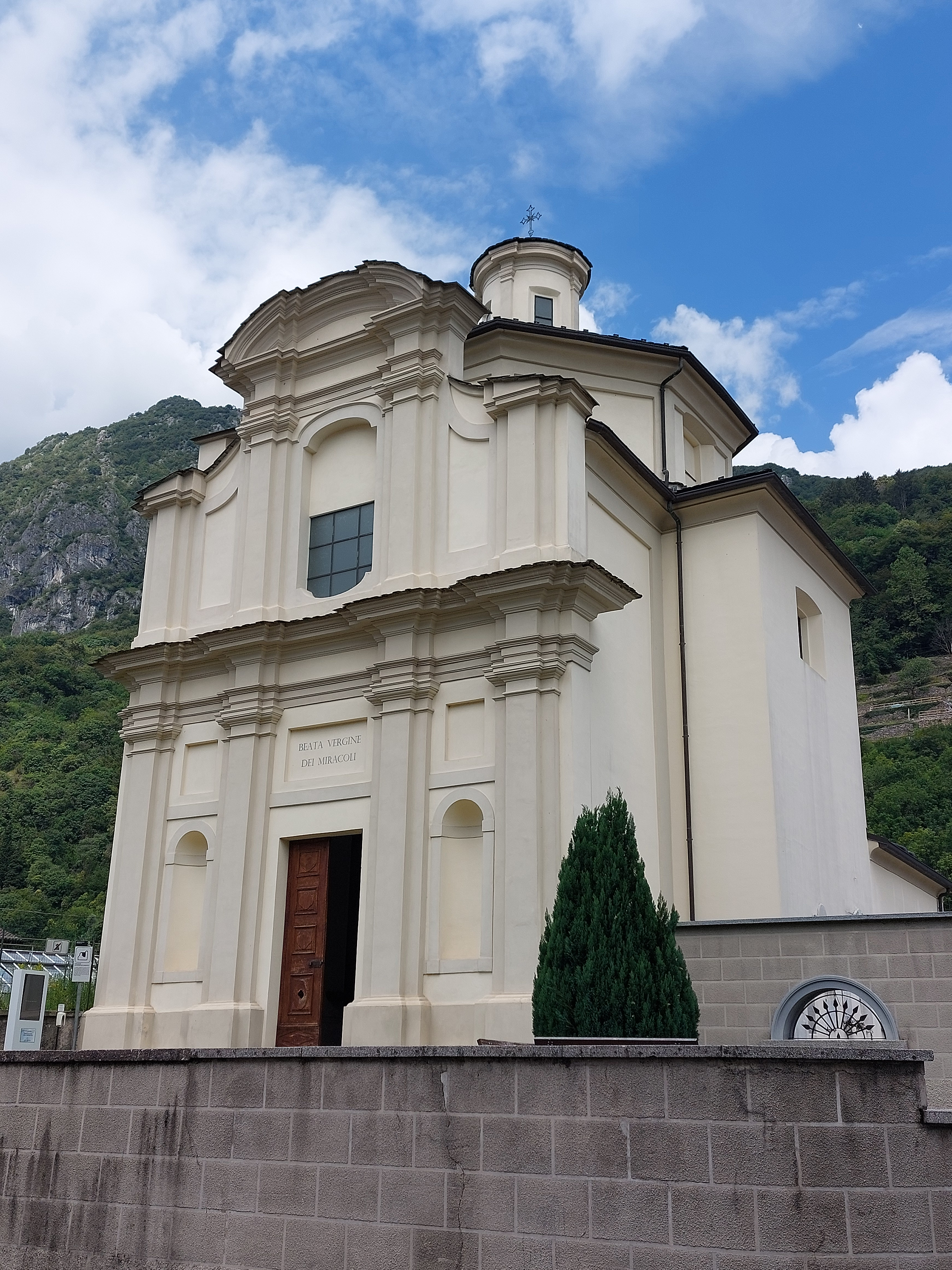
Chiesa della B.V. dei Miracoli

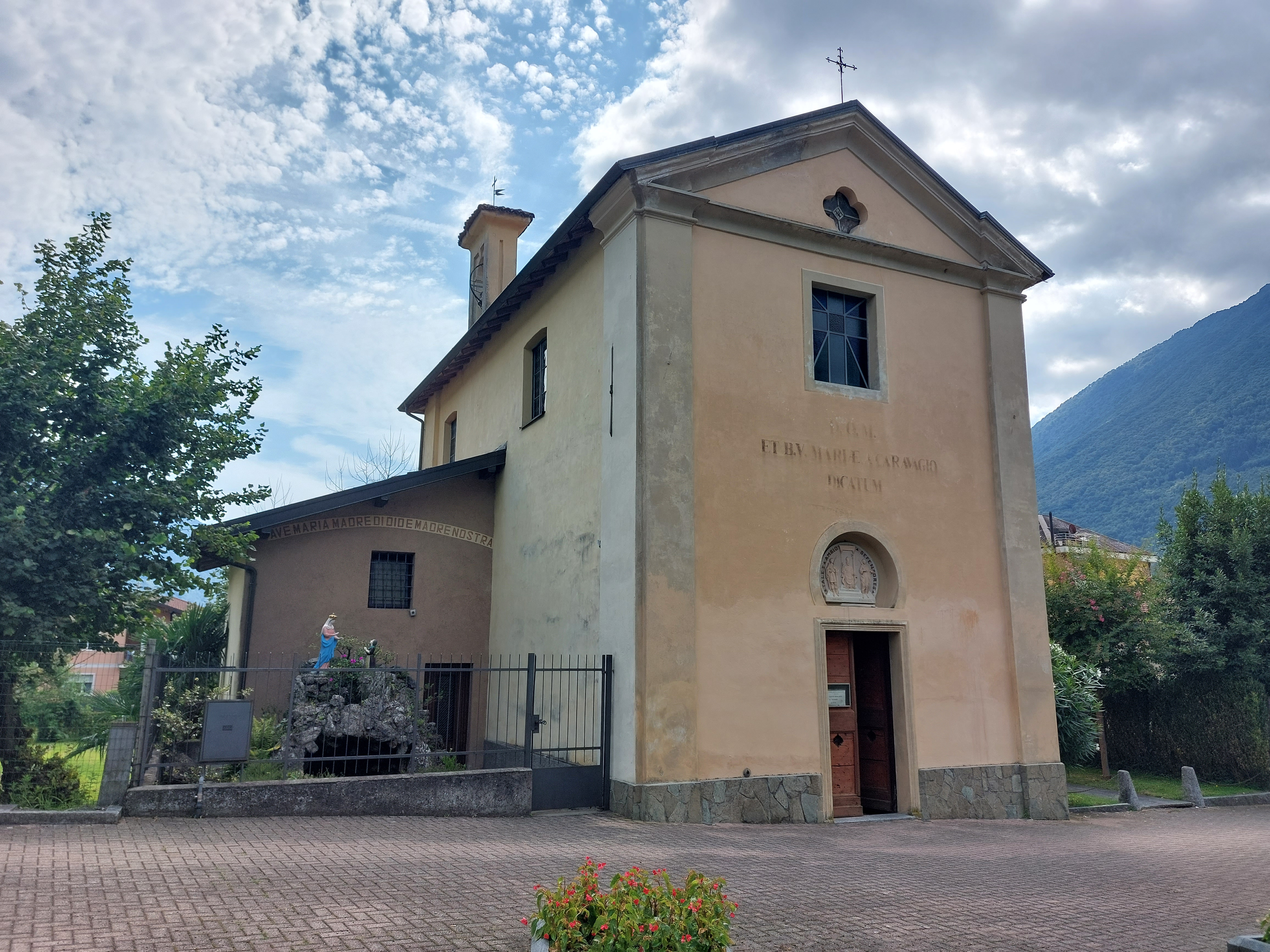
Chiesa della B.V. di Caravaggio

#### A Tavordo
- Chiesa della Beata Vergine di Caravaggio, edificata nel 1736[58].

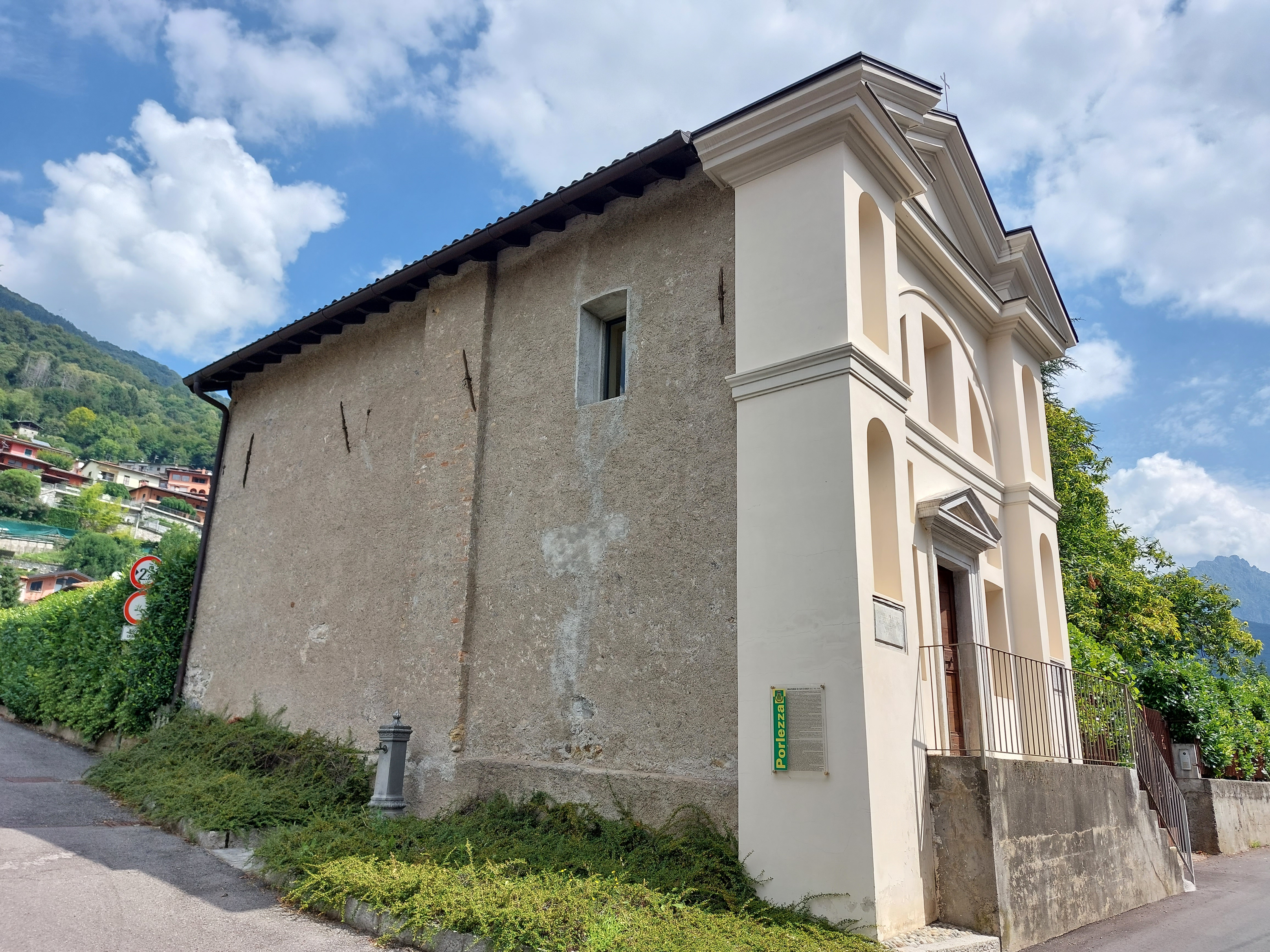
Oratorio di San Carlo

- Oratorio di San Carlo, già esistente nel 1556[59].
- Chiesa della Beata Vergine Assunta, risalente al 1581,[60] all'interno del complesso dell'ex collegio Sant'Ambrogio[61].

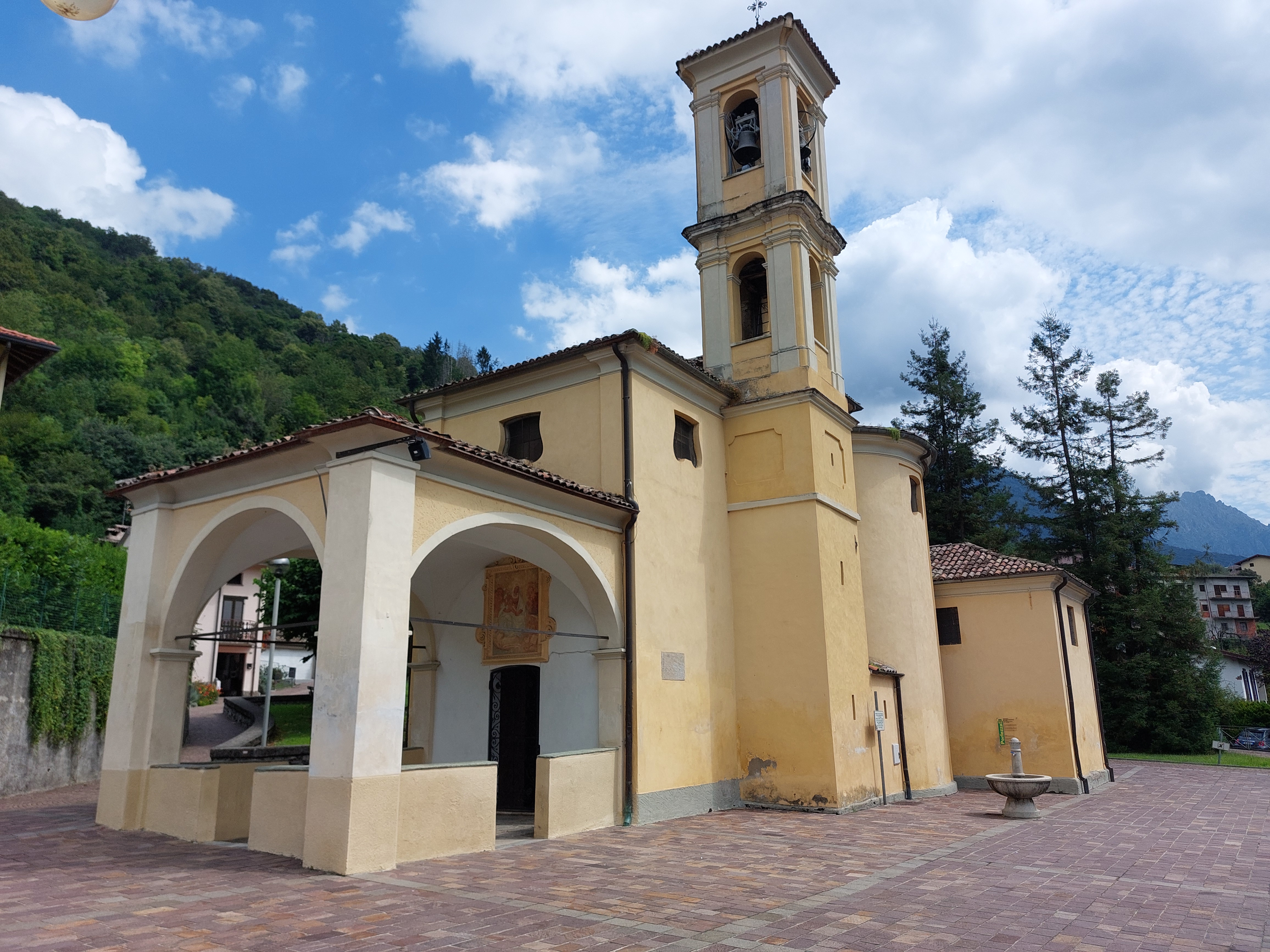
Oratorio di San Giuseppe

#### A Cima
- Chiesa della Purificazione di Maria[62].
- Oratorio romanico di San Michele[63]
- Oratorio di San Giorgio[64].
- Oratorio dell'Immacolata[65]

#### A Begna
- Oratorio di San Giuseppe, noto anche come oratorio dei SS. Anna e Gioacchino[66],[67] costruito nel 1643[68][67][66] in sostituzione di una precedente chiesetta[67] e ampliato nel 1775[67][66], grazie a un lascito del 1760[66]. Al 1775 risalgono anche gli affreschi che ornano gli interni, mentre l'altare è del 1774.[66]

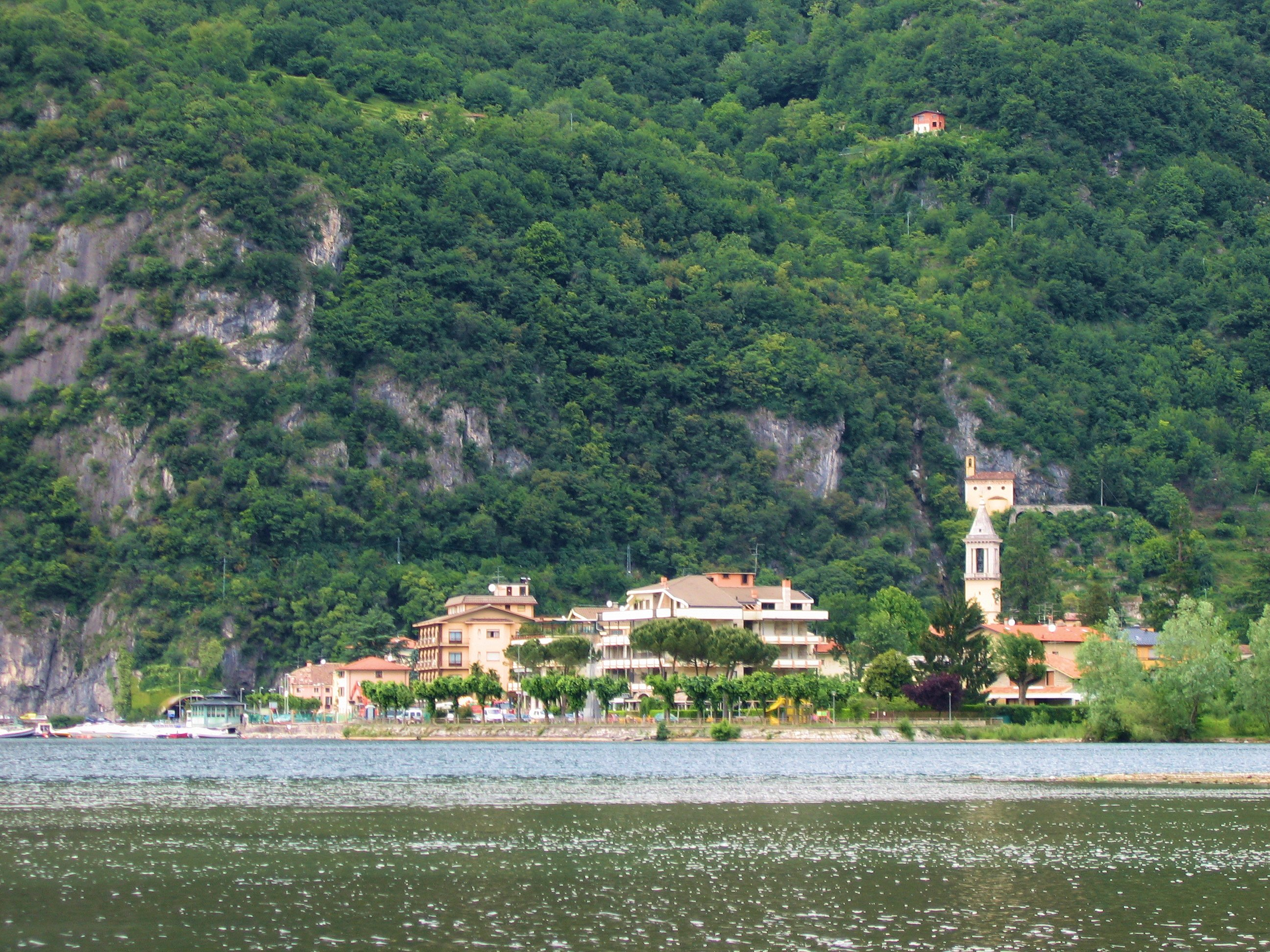
Veduta con il campanile di San Vittore con, alle spalle, l'oratorio di San Rocco

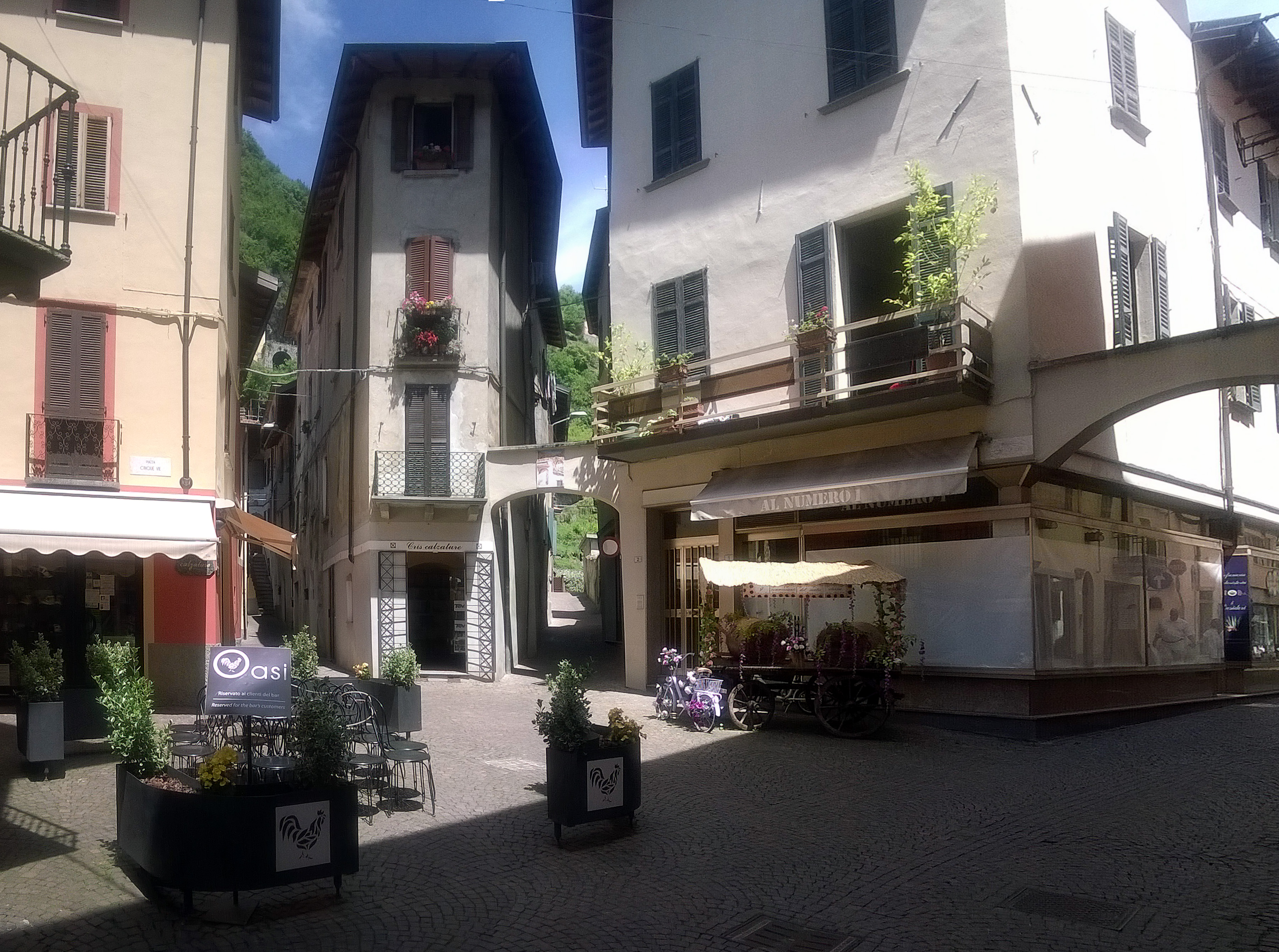
Scorcio su Piazzetta Cinque Vie

### Architetture civili
- Edificio al civico 11 di lungo lago Matteotti, costruito a partire dai resti di un castello che la famiglia D'Este trasformò in dimora di villeggiatura,[21] dimora che nel 1888 venne a sua volta rimaneggiata per consentire la costruzione di un tratto della strada che collega Porlezza a Oria[69][70].
- Il "Conventino", antico ospizio per pellegrini[71] situato a Tavordo.
- Ponte in pietra sul torrente Cuccio[72].
- Abitazioni in piazzetta Cinque Vie.
- Casa di riposo Lina Erba, già sede di collegio femminile dedicato a san Carlo,[73][74] istituito nel 1905 nell'allora villa Luraghi e gestito da suore orsoline[75].

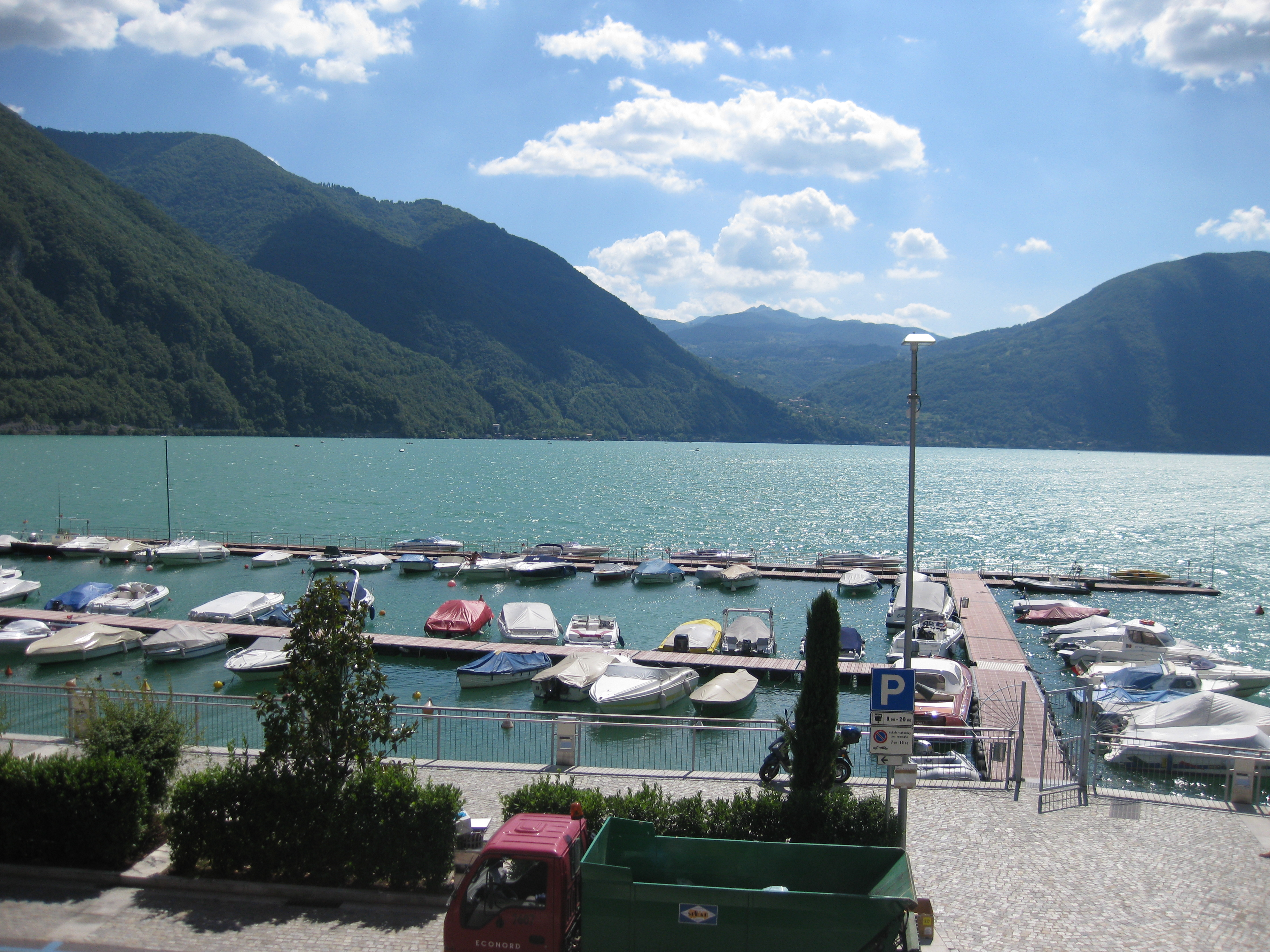
Visuale del Lago di Lugano dal Lungolago Giacomo Matteotti

## Società

### Evoluzione demografica

#### Demografia pre-unitaria
- 748 nel 1771
- 677 nel 1799
- 1 044 nel 1805
- 957 dopo annessione di Tavordo nel 1809
- 1 222 nel 1853

fonte: lombardiabeniculturali.

#### Demografia post-unitaria
Abitanti censiti

### Etnie e minoranze straniere
Secondo i dati ISTAT, al 31 dicembre 2009 la popolazione straniera residente era di 426 persone. Le nazionalità maggiormente rappresentate in base alla loro percentuale sul totale della popolazione residente erano:
1. Turchia: 125 persone (2,73% della popolazione al 2009)
2. Romania: 75 persone (1,64% della popolazione al 2009)

### Tradizioni e folclore

#### Festa del patrono
Nonostante il patrono sia san Vittore, la festa del paese ricorre in occasione di san Rocco, il 16 agosto; in tale ricorrenza hanno luogo diversi eventi.

## Cultura

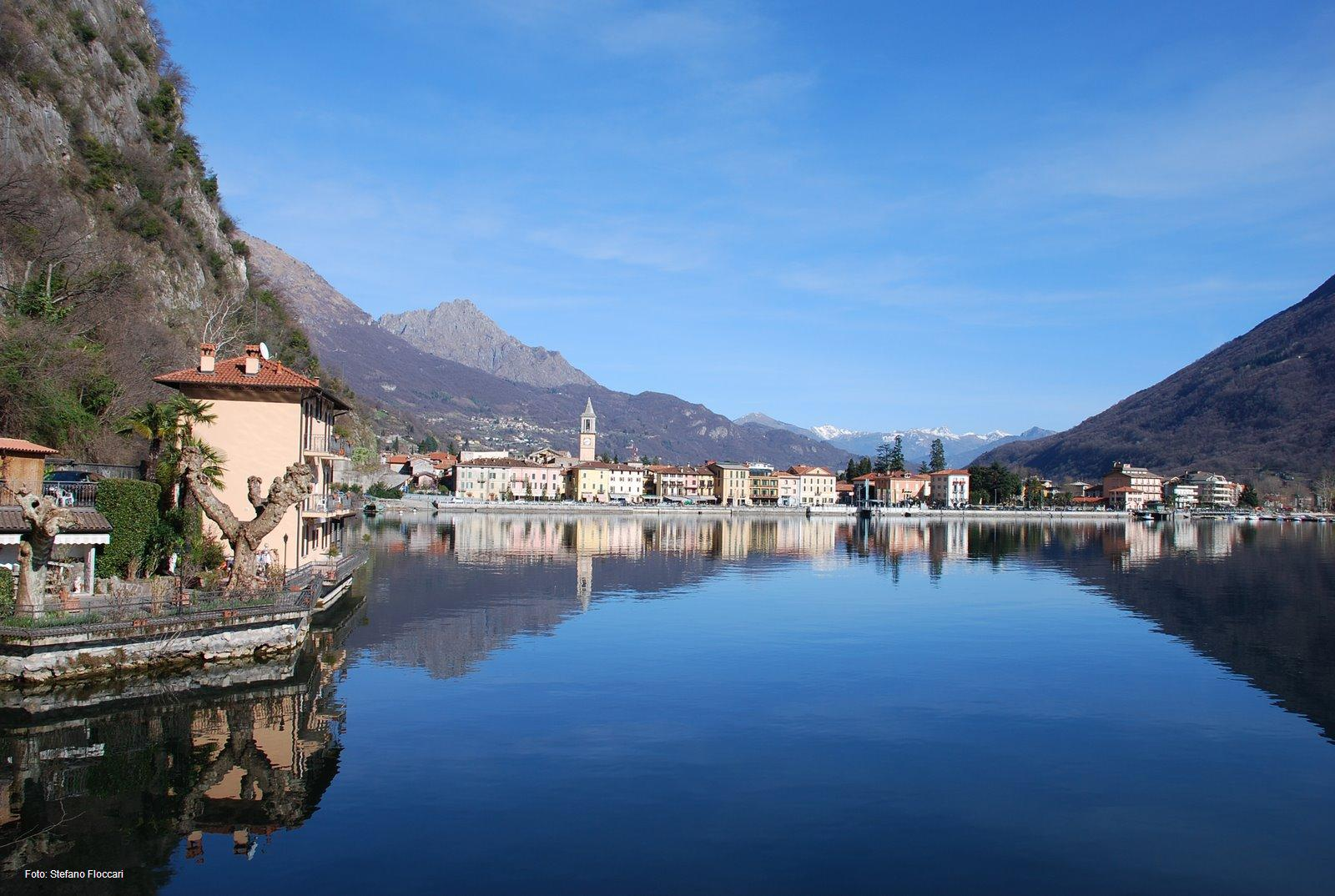
Porlezza vista dalle vecchie gallerie

- Dal 10 febbraio 1871 è attivo il corpo musicale della Società Filarmonica,[79] intitolato a Santa Cecilia.
- Porlezza è inoltre citata nel romanzo Piccolo mondo antico di Antonio Fogazzaro; in particolare a Porlezza risiedeva l'Imperial Regio Commissario dell'omonimo distretto.

## Geografia antropica
Oltre al centro principale, compongono il Comune di Porlezza le frazioni di Tavordo, Begna, Agria e Cima; quest'ultimo, pittoresco borgo si trova lungo la sponda settentrionale del Ceresio, lungo la statale che conduce al limitrofo comune di Valsolda.
Di notevole interesse storico, la frazione di Cima ha mantenuto una tipica struttura medievale, con resti di antiche mura e fortificazioni.

## Infrastrutture e trasporti
Porlezza è attraversata dalla statale "Regina", importante arteria stradale che collega Como alla frontiera con la Svizzera situata tra Valsolda e Gandria, località facente parte del comune di Lugano.
Il tratto tra Porlezza e Cima venne reso completamente carrozzabile solo tra il 1869 e il 1888, mentre quello tra Cima e Oria nel 1932. Alla città elvetica Porlezza è collegata anche tramite un servizio di battelli sul Ceresio.
La strada di collegamento tra Porlezza e Osteno venne realizzata nel 1907.
Non collegata alla rete ferroviaria, Porlezza dista circa venticinque minuti dalla stazione di Lugano e poco più di cinquanta minuti da quella di Como San Giovanni, entrambe collocate lungo la linea che da Milano porta a Zurigo.
Dal 1884 al 1939 è stata attiva una linea ferroviaria che univa Porlezza al comune lariano di Menaggio e costituiva un interscambio tra i servizi di navigazione del Lario e del Ceresio; nel territorio comunale sorgevano la stazione di Porlezza, che fungeva da capolinea, e la fermata di Tavordo.

## Amministrazione
L'attuale sindaco di Porlezza è Sergio Erculiani, rieletto per il suo quarto mandato (non consecutivo) durante le Comunali dell'12 giugno 2022.
La seguente tabella elenca i sindaci ed i commissari prefettizi succedutisi a partire dal 1980.
| Periodo | Periodo   | Primo cittadino      | Partito                           | Carica                       | Note                                              |
| ------- | --------- | -------------------- | --------------------------------- | ---------------------------- | ------------------------------------------------- |
| 1980    | 1985      | Walter Barelli       |                                   | Sindaco                      |                                                   |
| 1985    | 1990      | Marina Bergamini     |                                   | Sindaco                      |                                                   |
| 1990    | 1991      | Ernesto Palmieri     |                                   | Sindaco                      |                                                   |
| 1991    | 1992      | Giuseppe Castelnuovo |                                   | Commissario prefettizio      |                                                   |
| 1992    | 1994      | Marina Bergamini     |                                   | Sindaco                      |                                                   |
| 1994    | 2003      | Gerardo Scappatura   |                                   | Sindaco                      |                                                   |
| 2003    | 2003      | Sergio Erculiani     |                                   | Vicesindaco facente funzioni |                                                   |
| 2003    | 2004      | Luciano Straniero    |                                   | Commissario prefettizio      |                                                   |
| 2004    | 2014      | Sergio Erculiani     | Lista civica Amministrare insieme | Sindaco                      |                                                   |
| 2014    | 2016      | Franco Franchi       | Lista civica La breva             | Sindaco                      |                                                   |
| 2016    | 2017      | Domenico Roncagli    |                                   | Commissario prefettizio      | A seguito dello scioglimento della giunta Franchi |
| 2017    | In carica | Sergio Erculiani     | Lista civica Passione Comune      | Sindaco                      |                                                   |

## Sport
La polisportiva locale si cura di attività che comprendono la pallavolo, il tennis, il taekwondo, il calcio. La squadra di calcio locale milita in seconda categoria.
Porlezza è sede della società canottieri "Aldo Meda Cima", società che vanta diversi titoli a livello nazionale sotto l'egida della Federazione Italiana Canottaggio Sedile Fisso.

## Galleria d'immagini

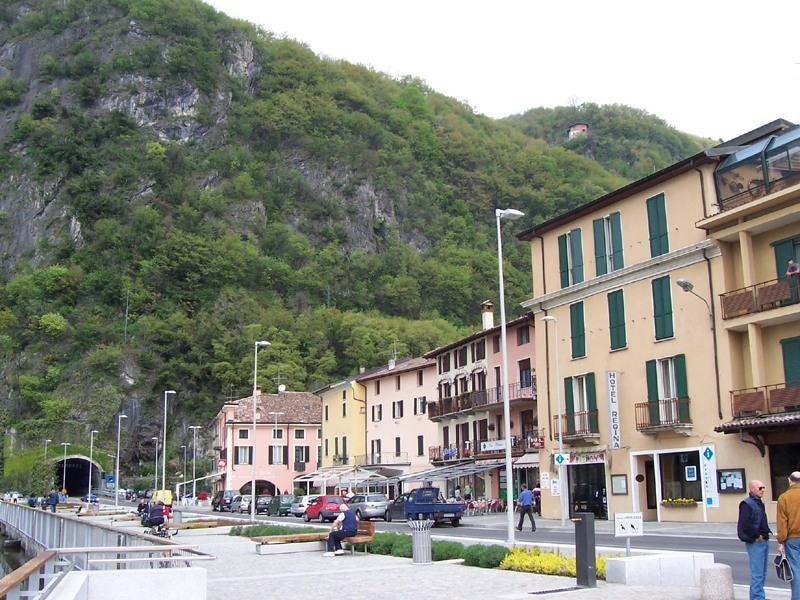
Veduta dell'inizio del lungolago
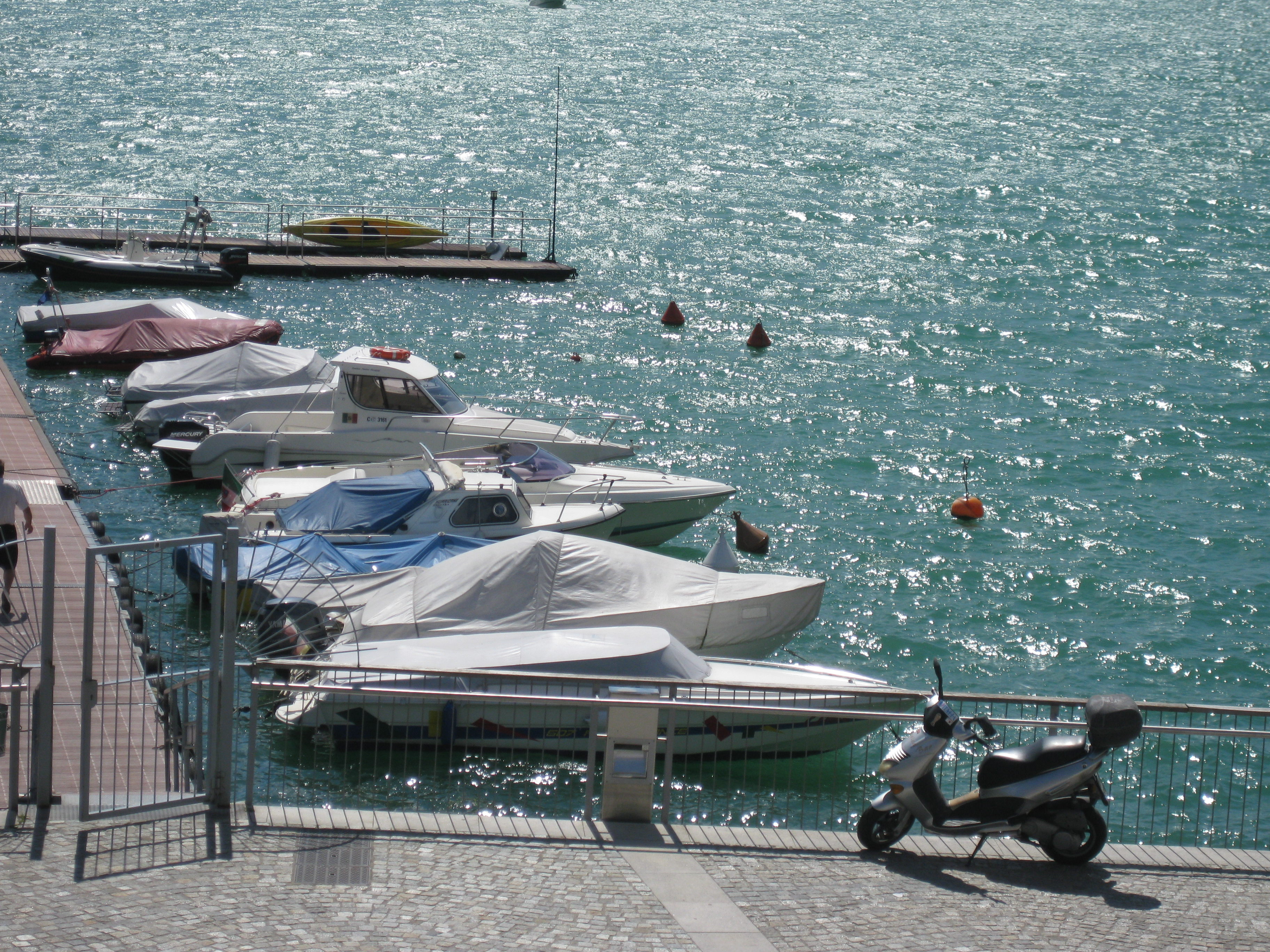
Il porto turistico
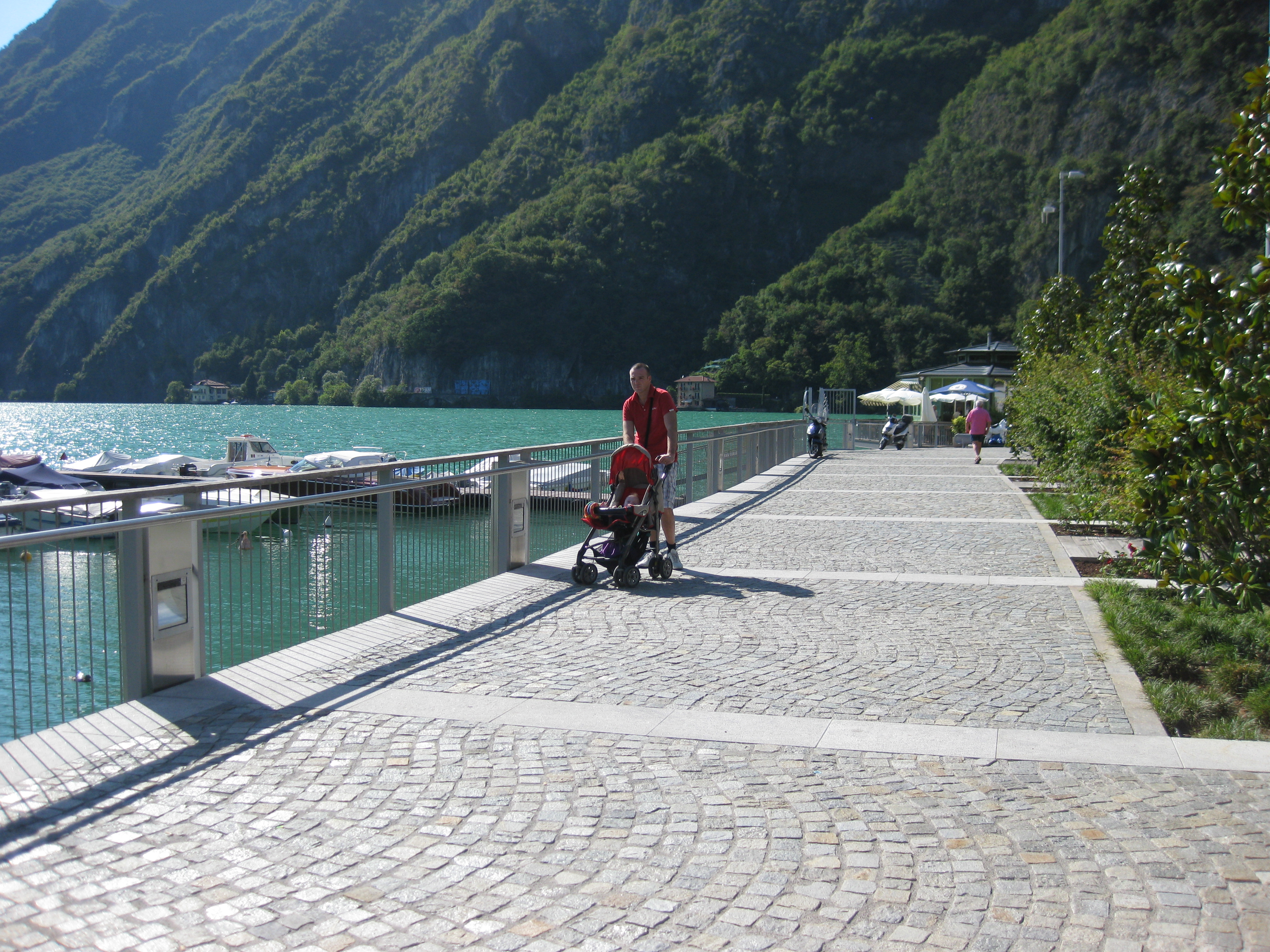
Il lungolago e la sua passeggiata
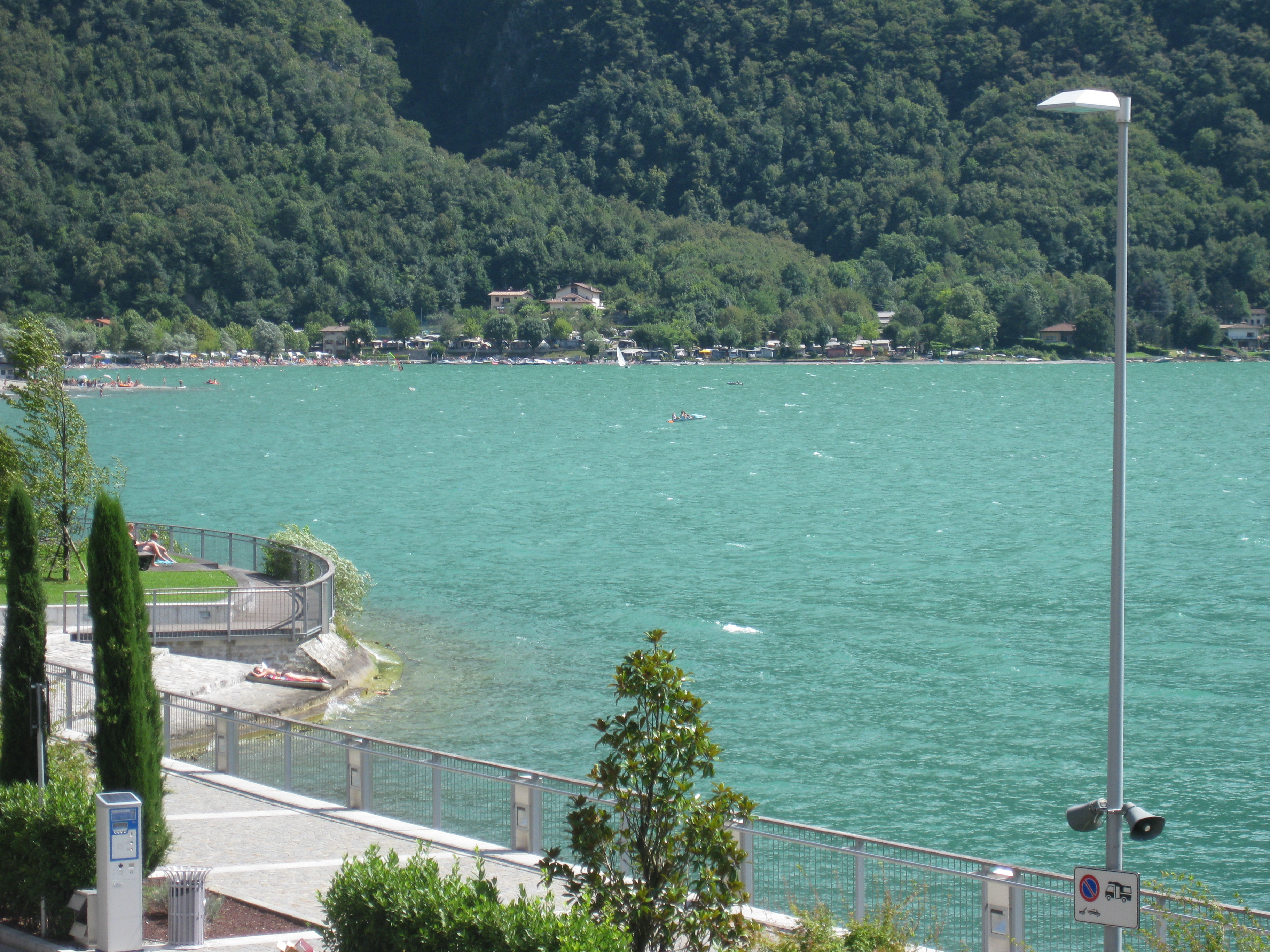
Il lago verso la zona del lido e dei campeggi

### Esplicative
1. ↑  Il particolare legame che lega il comune di Porlezza a Milano è peraltro sottolineato dalla presenza, nel centro della città meneghina (tra il Castello Sforzesco e Piazza del Duomo), di una piccola via intitolata al comune del Ceresio.
2. ↑  Divenne l'VIII nel 1853, in seguito alla riforma dei distretti.
3. ↑  L'ipotetico comune, stando ai risultati della votazione, avrebbe assunto il nome di Riviera del Ceresio.
4. ↑  Sebbene la definitiva soppressione è stata nel 1966, in tale anno si è di fatto concluso l'esercizio della ferrovia.

### Bibliografiche
1. 1 2   Bilancio demografico mensile anno 2025 (dati provvisori), su demo.istat.it, ISTAT.
2. ↑   Classificazione sismica (XLS), su rischi.protezionecivile.gov.it.
3. ↑   Tabella dei gradi/giorno dei Comuni italiani raggruppati per Regione e Provincia (PDF), in Legge 26 agosto 1993, n. 412, allegato A, Agenzia nazionale per le nuove tecnologie, l'energia e lo sviluppo economico sostenibile, 1º marzo 2011,  p. 151. URL consultato il 25 aprile 2012 (archiviato dall'url originale il 1º gennaio 2017).
4. ↑  ortografia milanese
5. ↑  Carlo Bassi, Vocabolario del dialètt de Còmm, Como, Famiglia Comasca, 2019.
6. ↑  TCI, p. 324.
7. 1 2  Rinaldi, p. 28.
8. 1 2  Frigerio, p. 121.
9. 1 2 3   CARATTERI IDROGEOLOGICI ED IDRAULICI (PDF), in PGT - Reticolo idrico - Relazione torrenti,  pp. 38-44.
10. 1 2 3  Frigerio, p. 76.
11. 1 2  Rinaldi, p. 23.
12. ↑  Frigerio, pp. 121-122.
13. 1 2 3 4  Frigerio, p. 122.
14. 1 2 3 4 5  Frigerio, p. 75.
15. ↑  AA.VV., Una chiesa tra lago e montagne, p. 122.
16. 1 2  Rinaldi, p. 9.
17. ↑  Rinaldi, p. 10.
18. ↑  Frigerio, p. 73.
19. 1 2  Rinaldi, p. 12.
20. ↑  Rinaldi, p. 11.
21. 1 2 3 4 5 6 7  Rinaldi, p. 21.
22. ↑  Frigerio, pp. 76-79.
23. 1 2  Rinaldi, p. 13.
24. 1 2 3 4   Comune di Porlezza, sec. XIV - 1757, su Istituzioni storiche – Lombardia Beni Culturali. URL consultato l'11 maggio 2020.
25. ↑  Rinaldi, p. 16.
26. ↑  Frigerio, pp. 80-81.
27. ↑  Frigerio, pp. 84-85.
28. ↑  Frigerio, p. 103.
29. 1 2 3  Rinaldi, p. 20.
30. 1 2 3 4  Frigerio, p. 106.
31. 1 2 3 4  Borghese, pp. 372-373.
32. ↑  Frigerio, p. 108.
33. ↑  Frigerio, p. 102.
34. ↑  Vedi  Comune di Porlezza 1757 - 1797, su Lombardia Beni Culturali.
35. 1 2  Rinaldi, p. 24.
36. 1 2   Comune di Porlezza, 1798 - 1815, su Istituzioni storiche – Lombardia Beni Culturali. URL consultato l'11 maggio 2020.
37. ↑   Il distretto VI di Porlezza 1816 - 1853, su Lombardia Beni Culturali.
38. 1 2 3  Rinaldi, p. 22.
39. ↑   Comune di Cima, 1859 - 1928, su Istituzioni storiche – Lombardia Beni Culturali. URL consultato l'11 maggio 2020.
40. ↑   Comune di Porlezza, 1859 - [1971], su Istituzioni storiche – Lombardia Beni Culturali. URL consultato l'11 maggio 2020.
41. ↑   Tavordo (Porlezza, CO), su Istituzioni storiche – Lombardia Beni Culturali. URL consultato l'11 maggio 2020.
42. ↑   Comune di Tavordo, 1816 - 1859, su Istituzioni storiche – Lombardia Beni Culturali. URL consultato l'11 maggio 2020.
43. ↑   Referendum per la fusione dei piccoli comuni: prevalgono i sì, bassa affluenza, in Il Giorno, 1º dicembre 2013.
44. 1 2   Porlezza, su Archivio Centrale dello Stato. URL consultato il 25 giugno 2024.
45. ↑   Stemma Gonfalone, su Comune di Porlezza. URL consultato il 29 luglio 2025.
46. ↑   Chiesa di S. Vittore - complesso, Via Colombaio - Porlezza (CO), su Architetture – Lombardia Beni Culturali. URL consultato l'8 aprile 2020.
47. ↑   Un approfondimento sulla tonalità delle campane [collegamento interrotto], su campanologia.org.
48. ↑   PGT - Documento di piano - Allegato fotografico dei beni culturali (PDF), su comune.porlezza.co.it,  p. 3.
49. 1 2  Frigerio, p. 134.
50. ↑   Chiesa di S. Marta, Via Garibaldi - Porlezza (CO), su Architetture – Lombardia Beni Culturali. URL consultato l'8 aprile 2020.
51. 1 2   Chiesa della Beata Vergine dei Miracoli, Via Garibaldi - Porlezza (CO), su Architetture – Lombardia Beni Culturali. URL consultato l'8 aprile 2020.
52. 1 2   PGT - Documento di piano - Allegato fotografico dei beni culturali (PDF), su comune.porlezza.co.it,  p. 6.
53. ↑   Oratorio di S. Rocco, Via San Rocco - Porlezza (CO), su Architetture – Lombardia Beni Culturali. URL consultato l'8 aprile 2020.
54. ↑   Chiesa di S. Maurizio - complesso, Porlezza (CO), su Architetture – Lombardia Beni Culturali. URL consultato l'8 aprile 2020.
55. ↑  TCI, p. 325.
56. ↑   RomaniCOMO, su romanicomo.it. URL consultato il 13 aprile 2020.
57. ↑  Belloni et al., p. 136.
58. ↑   Chiesa della Beata Vergine di Caravaggio, Via Caravaggio - Porlezza (CO), su Architetture – Lombardia Beni Culturali. URL consultato l'8 aprile 2020.
59. ↑   Oratorio di S. Carlo, Via Carlo Vanetti - Porlezza (CO), su Architetture – Lombardia Beni Culturali. URL consultato l'8 aprile 2020.
60. ↑   Chiesa della Beata Vergine Assunta, Via al Collegio - Porlezza (CO), su Architetture – Lombardia Beni Culturali. URL consultato l'8 aprile 2020.
61. ↑   Ex Collegio di Sant’Ambrogio e chiesetta | Tavordo, su UPEL Italia. URL consultato il 29 ottobre 2024.
62. ↑   Chiesa della Purificazione di Maria - complesso, Via Ezio Aramini - Porlezza (CO), su Architetture – Lombardia Beni Culturali. URL consultato l'8 aprile 2020.
63. ↑   Chiesa di S. Michele, Via Regina - Porlezza (CO), su Architetture – Lombardia Beni Culturali. URL consultato l'8 aprile 2020.
64. ↑   Chiesa di S. Giorgio, Via XXV Aprile - Porlezza (CO), su Architetture – Lombardia Beni Culturali. URL consultato l'8 aprile 2020.
65. ↑   Oratorio dell'Immacolata, Via Ezio Aramini - Porlezza (CO), su Architetture – Lombardia Beni Culturali. URL consultato l'8 aprile 2020.
66. 1 2 3 4 5  Frigerio, p. 139.
67. 1 2 3 4   PGT - Documento di piano - Allegato fotografico dei beni culturali (PDF), su comune.porlezza.co.it,  p. 11.
68. ↑   Oratorio di S. Giuseppe - complesso, Via al Mulino - Porlezza (CO), su Architetture – Lombardia Beni Culturali. URL consultato l'8 aprile 2020.
69. 1 2  Rinaldi, p. 30.
70. ↑  Frigerio, p. 110.
71. ↑   Conventino, Via a Porlezza - Porlezza (CO), su Architetture – Lombardia Beni Culturali. URL consultato l'8 aprile 2020.
72. ↑   Porlezza - tra lago e montagna, in Motonautica, n. 131, Ottobre 2006.
73. ↑  (DE) Porlezza, Collegio Femminile S. Carlo – Ansichtskarten Shop, su AK-Fundus. URL consultato il 29 ottobre 2024.
74. ↑   (FG.R48) Porlezza - Collegio femminile San Carlo, veduta generale (vg 1952) s., su ebay.it. URL consultato il 29 ottobre 2024.
75. ↑  Frigerio, p. 117.
76. ↑  Dati tratti da:
  -  Popolazione residente dei comuni. Censimenti dal 1861 al 1991 (PDF), su ebiblio.istat.it, ISTAT.
  -  Popolazione residente per territorio – serie storica, su esploradati.censimentopopolazione.istat.it.
Nota bene: il dato del 2021 si riferisce al dato del censimento permanente al 31 dicembre di quell'anno.
77. ↑   Tornano la "9 Campanili" e "Il palo della Cuccagna", su listacivicalabreva.blogspot.com. URL consultato il 6 febbraio 2025.
78. ↑   Programma dei fuochi estivi in provincia di Como, su brevanews.it. URL consultato il 5 settembre 2016 (archiviato dall'url originale il 13 settembre 2016).
79. ↑  Frigerio, p. 120.
80. 1 2  Frigerio, p. 113.
81. ↑   Navigazione lago di Lugano, su lakelugano.ch.
82. ↑   Elezioni comunali Porlezza 2022, su elezioni.repubblica.it.
83. ↑  L'elenco completo, a partire dai podestà della pieve del XIV secolo, è disponibile sul sito del comune  Archiviato il 28 maggio 2014 in Internet Archive.
84. Elezioni comunali del 2014, su elezioni2014.laprovinciadicomo.it. URL consultato il 27 maggio 2014 (archiviato dall'url originale il 28 maggio 2014).
85. ↑   Elezioni comunali del 2014, su elezioni2014.laprovinciadicomo.it. URL consultato il 27 maggio 2014 (archiviato dall'url originale il 28 maggio 2014).
86. ↑   Il commissario prefettizio, su comune.porlezza.co.it. URL consultato il 22 ottobre 2022 (archiviato dall'url originale il 25 settembre 2016).
87. ↑   Scioglimento della giunta comunale, su laprovinciadicomo.it.
88. ↑   Sito della Polisportiva Porlezzese, su porlezzese.net.
89. ↑  Ficsf: risultati del 2015[collegamento interrotto]
90. ↑   Sito della Ficsf, su ficsf.it.